# Ahum
Ahum è un singolo del cantante italiano Zucchero Fornaciari pubblicato il 21 settembre 2001 dalla Universal, come secondo estratto dall'album Shake.
Il cantante presentò questo pezzo in anteprima mondiale l'8 settembre 2001 all'Arena di Verona in occasione della finalissima del Festivalbar 2001, annunciato personalmente dal patron Andrea Salvetti. 

## Il brano
Al suo interno, almeno nella prima versione dell'album, si trova un sample tratto dal classico Just the Way You Are interpretato da Barry White. Robyx è coautore della musica.
Il singolo ha raggiunto la seconda posizione nell'airplay italiano, la ventesima nella classifica dei singoli, la settantaduesima in Svizzera, la settima in Belgio (Fiandre) e la quarta in Belgio (Wallonia)

### I'm in Trouble
Del brano esiste anche una versione in inglese, dal titolo I'm in Trouble, incisa per il mercato internazionale di Shake, cantata in duetto con Tina Arena. Tale versione sarà interpretata dai due nel concerto tenutosi alla Royal Albert Hall nel 2004 in occasione della presentazione dell'album Zu & Co. nella prima data dello Zu & Co. Tour.
Il brano verrà, inoltre, inserito nella seconda raccolta di Zucchero, All the best del 2007.
I'm in Trouble è stato poi inciso da Nino De Angelo: la cover si trova nell'album Un momento italiano. La voce femminile che affianca il cantante italo-tedesco è di Juliette.

## Il video
In occasione del lancio come singolo, fu girato anche un videoclip, realizzato dal regista Kevin Godley, dove una giovane madre afferma di voler raccontare una storia al figlio e, successivamente, parte l'interpretazione di Zucchero con a fianco i suoi musicisti, in uno sfondo popolato da diverse immagini dell'artista che scorrono durante l'esibizione. Il video inizia in bianco e nero, per creare un effetto vintage, per poi diventare gradualmente a colori.
- Ahum, su YouTube.
- I'm in Trouble, su YouTube.

## Tracce
Testi e musiche di Zucchero, eccetto dove diversamente indicato.

### CD singolo
Ahum
- COD: Polydor, Universal 587 359-2

1. Ahum (feat. Chance) – 4:44 (musica: Zucchero, Robyx)
2. Così celeste – 4:48

- COD: Polydor, Universal 5002 703

1. Ahum (feat. Chance) – 4:44 (musica: Zucchero, Robyx)

- COD: Polydor, Universal 570 531-2

1. Ahum – 4:17 (musica: Zucchero, Robyx)
2. I'm in Trouble – 4:17 (testo: Zucchero, S. E. Davis – musica: Zucchero, Robyx)

I'm in Trouble
- COD: Polydor, Universal

1. I'm in Trouble – 3:36 (testo: Zucchero, S. E. Davis – musica: Zucchero, Robyx)
2. Ahum (feat. Chance) – 3:36 (musica: Zucchero, Robyx)

### CD Maxi
Ahum
- COD: Polydor 570 528-2

1. Ahum – 4:44 (musica: Zucchero, Robyx)
2. I'm in Trouble – 4:44 (testo: Zucchero, S. E. Davis – musica: Zucchero, Robyx)
3. X colpa di chi – 3:58
4. Così celeste – 4:48

Ahum (After This Love)
- COD: Polydor 587 360-2

1. Ahum (feat. Chance) – 4:44 (musica: Zucchero, Robyx)
2. Così celeste – 4:48
3. Pane e sale – 5:12 (testo: Francesco De Gregori)
4. Mama – 3:58 (testo: Zucchero, F. Musker)

## Classifiche
| Classifica (2001) | Posizione massima |
| ----------------- | ----------------- |
| Belgio (Vallonia) | 4                 |
| Belgio (Fiandre)  | 7                 |
| Italia            | 16                |
| Svizzera          | 72                |
| Germania          | 84                |